# Johan Ludvig von Holstein
Johan Ludvig von Holstein (ur. 7 września 1694, zm. 29 stycznia 1763) – duński polityk, minister stanu w latach 1735–1751. Syn Johana Ernsta von Holsteina i Ilse von Kettenburg. Nosił on, jak wielu innych niemieckich urzędników, tytuł Geheimrat, czyli Radca Państwowy.
Johan Ludvig von Holstein poślubił w 1734 roku Hedevig Vind. Z tego związku urodził się syn Christian Frederik Holstein-Ledreborg (1735–1799).
Holstein był kolekcjonerem starych manuskryptów, których uzbierał pokaźną ilość. Jego zbiory obecnie znajdują się w zamku w Ledreborg, który został wybudowany w 1739 roku. Zamek przetrwał niezmieniony do czasów współczesnych i od 250 lat znajduje się w posiadaniu rodziny hrabiów Holstein-Ledreborg.
Holsteina uczyniono honorowym patronem Uniwersytetu w Kopenhadze.
Był odznaczony duńskimi orderami Słonia, Danebroga (1727) i Wierności (1738).